# Lee Jong-wook
Dans ce nom coréen, le nom de famille, Lee, précède le nom personnel.
Lee Jong-wook (en coréen 이종욱(李鍾郁)), né le 12 avril 1945 à Séoul et mort le 22 mai 2006 à Genève, est un médecin sud-coréen. Il est directeur général de l'Organisation mondiale de la santé (OMS) de 2003 à 2006.

## Biographie

### Jeunesse
Né le 12 avril 1945 dans l'actuelle Séoul, en Corée du Sud, Lee a obtenu un baccalauréat en ingénierie de l'Université de Hanyang. 
Il obtient son diplôme de docteur en médecine à l'université nationale de Séoul, puis s'inscrit en santé publique à l'université d'Hawaï, où il décroche un master.  
Il est le troisième fils d'une famille de six enfants; il a trois frères et deux sœurs. Deux de ses frères sont professeurs. 
Lee a pris soin de malades de la lèpre à Anyang, en Corée du Sud, lorsqu'il étudiait la médecine. Il y avait peu d'installations médicales à l'époque et il a travaillé à titre bénévole. Il a rencontré et épousé plus tard Kaburaki Reiko, une Japonaise qui s'est rendue en Corée pour faire du bénévolat dans le pays. 

### Carrière à l'OMS
Il a travaillé à l' Organisation mondiale de la santé (OMS), aux niveaux des pays, des régions et du siège pendant 23 ans.  
Son travail à l'OMS a commencé en 1983 contre la lèpre aux Fidji. Il a commencé son travail en tant que conseiller sur la lèpre, puis a également traité la tuberculose et promu la vaccination des enfants contre les maladies évitables. 
En 1994, Lee a déménagé à Genève pour travailler au siège de l'OMS en tant que chef de la prévention et des vaccins. 
En 1995, il a été surnommé Vaccine Czar selon Scientific American .  
Élu sixième directeur général de l'Organisation mondiale de la santé le 21 mai 2003, le premier Coréen à la tête d'une agence internationale, prend ses fonctions le 21 juillet suivant en succédant à la norvégienne Gro Harlem Brundtland. 
En 2004, Lee est répertorié comme l'une des 100 personnes les plus influentes au monde par le magazine Time
- 1983–2006 : Membre de l'OMS
- 1994-1998 : directeur du programme mondial de vaccins et de vaccination et secrétaire exécutif, Children's Vaccine Initiative
- 1998-1999 : Conseiller politique principal auprès du 5e général, Gro Harlem Brundtland
- 1999-2000 : Représentant spécial du Directeur général
- 2003–2006 : Directeur général de l'OMS

Il avait déclaré que les efforts mondiaux pour contrôler la pandémie du VIH/sida seraient la bonne voie qui donnerait un sens à son mandat de directeur général de l'agence. 
La politique du 3 par 5, qui était l'idée de base de Lee, a été largement critiquée par de nombreuses personnes concernées. Le président de l'International AIDS Society, Joep Lange, a déclaré que le projet était "totalement irréaliste". Médecins sans Frontières, a également exprimé des réserves similaires à l'égard du plan de Lee. 
Il a visité 60 pays au cours des trois années de son généralat, dont le Darfour , le Soudan , les sites du tsunami de l'océan Indien, Madagascar , Maurice .  Il était célèbre comme un homme d'action pendant ce temps. Son esprit aventureux l'a amené à "faire plus d'expériences, voir plus et faire plus", a déclaré son fils Tadahiro.

### Mort
Il est décédé le 22 mai 2006, dans l'unité de soins intensifs de l'Hôpital universitaire de Genève, en Suisse , à la suite d'une intervention chirurgicale d'urgence pour  hématome sous-dural cad un caillot sanguin dans le cerveau.  Il se préparait pour les assemblées générales de l'ONU lorsqu'il est tombé malade lors d'un déjeuner le week-end. 

Le Secrétaire général des Nations unies à l'époque, Kofi Annan a déclaré
Le monde a perdu un grand homme aujourd'hui. Il était une voix forte pour le droit de chaque homme, femme et enfant à la prévention et aux soins de santé, et a plaidé au nom des personnes les plus pauvres. 
Le président George W. Bush des États-Unis a déclaré
Le Dr Lee a travaillé sans relâche pour améliorer la santé de millions de personnes, de la lutte contre la tuberculose et le VIH/SIDA à ses efforts agressifs pour éradiquer la poliomyélite. Il a fait preuve d'un leadership extraordinaire au sein de la communauté internationale alors qu'elle affrontait les défis du 21e siècle, y compris la menace d'une pandémie de grippe. La sensibilisation du Dr Lee aux dirigeants et entités du monde a accru la sensibilisation aux dangers potentiellement dévastateurs pour la santé publique. 
Il a reçu à titre posthume l'Hibiscus Cordon (Grande Croix) de l'Ordre du mérite civil par le gouvernement sud-coréen . Il laisse dans le deuil Reiko Kaburaki Lee; le couple a un fils, Tadahiro Lee.  Reiko continue de faire du bénévolat au Pérou pour aider les femmes et les enfants pauvres.

## Distinctions
Il reçoit à titre posthume le cordon d'Hibiscus (Grand-croix) de l'ordre du Mérite civil par le gouvernement sud-coréen.
En 2004, il était considéré comme l'une des 100 personnes les plus puissantes au monde par le magazine Time.

## Prix Dr Lee Jong-Wook pour la santé publique
Le gouvernement sud-coréen a officiellement annoncé la création d'un prix commémoratif à la mémoire de Lee. You Si min, le ministre de la Santé et du Bien-être de la République de Corée, a officiellement révélé les plans concernant les nouvelles récompenses et a exhorté les autres nations et personnes concernées à participer à une réunion de l'OMS en 2007.  M. Lee Sung-joo, qui est le représentant permanent de la République de Corée, a parlé du prix à la mémoire du Dr Lee pour motiver et inspirer les jeunes leaders aspirant à être le prochain Dr Lee Jong-wook. 
Le 14 avril 2008, sur proposition du gouvernement coréen, le Conseil exécutif de l'OMS crée le prix Dr Lee Jong-Wook pour la santé publique pour distinguer la ou les personnes ou organismes ayant apporté une contribution exceptionnelle à la santé publique.
L'Organisation mondiale de la santé sélectionne les lauréats parmi les candidats proposés par les administrations nationales des pays. Le prix est remis tous les ans, lors de l'Assemblée mondiale de la santé, accompagné d'une plaque commémorative et d'une dotation de 85 000 $.
À partir de 2009, les prix sont décernés principalement pour les domaines "jeune leadership" et "contributeur à la gestion de la santé" (notamment pour les épidémies) lors de l'assemblée annuelle de l'OMS, qui a lieu chaque année en mai. 